# Томи Юрич
Томи Юрич е австралийски футболист, нападател на словенския Копер.

## Професионална кариера
Юноша на Хърствил Загреб Хърватия, след което преминава последователно през школите на Сидни Олимпик Австралия, Сидни Юнайтед Австралия, Търнье Загреб Хърватия през 2008, Кроатия Сесвете Хърватия от 2009 до 2010. Играе като нападател, но се справя и като атакуващ полузащитник. През сезон 2010/11 дебютира за тима на Кроатия Сесвете Хърватия като изизграва 24 мача с 12 гола за тима. През сезон 2011/12 защитава цветовете на Локомотива Загреб Хърватия с 14 мача и 3 гола. През 2012 е футболист на Интер Запрешич Хърватия с 12 мача и 1 гол. На 10 февруари 2013 подписва с Аделаида Юнайтед Австралия като дебютира и вкарва първи гол на 16 февруари 2013 при победата с 2:1 над Сидни ФК Австралия и изиграва общо 7 мача с 2 гола. На 20 май 2013 се договаря с Уестърн Сидни Уондърърс Австралия като дебютира и вкарва първи гол при равенството 1:1 с Сентръл Коуст Маринърс Австралия на 12 октомври 2013. Изиграва общо 29 мача и вкарва общо 12 гола като печели Азиатската Шампионска лига през 2014 след като играе важна роля и дори вкарва единствения гол в двата мача с Ал-Хилал Саудитска Арабия на финала на турнира и с общо 5 гола в турнира е избран в идеалния отбор на първенството. На 15 януари 2015 отхвърля 10 милионната оферта на Шанхай Шенхуа Китай, за да намери реализация в Европа, а на 16 май 2015 напуска Уестърн Сидни Уондърърс Австралия. На 15 август 2015 преминава в Рода Нидерландия като дебютира на 20 септември 2015 в мач срещу Фейенорд Нидерландия като сменя в 71-вата минута Едвин Джеси, като остава в тима до лятото на 2016 след 17 мача и 4 гола. На 2 юли 2016 подписва с Люцерн Швейцария като дебютира с два гола и изиграва общо 64 мача с 15 гола за тима. На 27 август 2019 преминава в ЦСКА. На 18 ноември 2020 г. разтрогва своя договор с ЦСКА по взаимно съгласие.
На 28 юни 2013 е повикан в подготвителен лагер на националния отбор на Австралия като остава на пейката няколко дена по-късно в мача срещу Южна Корея. През 2015 е избран в отбора на Австралия за Азиатската купа 2015 като дебютира на 13 януари 2015 в мач срещу Оман, влиза като резерва и бележи гол за крайното 4:0, като печели Азиатската купа през 2015 след като на финала подава за победното попадение на австралийците за 2:1 в продълженията срещу Южна Корея. През май 2018 е избран в отбора на Австралия за Световното първенство в Русия през 2018 като играе и в трите мача срещу Франция, Дания и Перу. Изиграва общо 41 мача с 8 гола за кенгурата.